# Хамбергер България
„Хамбергер България“ ЕООД е българско предприятие за производство на тоалетни седалки със седалище в Севлиево, част от германската група „Хамбергер Индустриверке“.
Основано е през 2003 година като първата производствена база на групата извън Германия и през следващите години превръща „Хамбергер“ във водещ производител на тоалетни седалки в Европа. Към 2017 година предприятието е третият по големина производител на изделия от каучук и пластмаси в България след „Теклас – България“ в Кърджали и „Пластхим – Т“ в Тервел, а с около 980 служители е вторият работодател в Севлиево след „Идеал Стандарт – Видима“. Към 2023 година има общи приходи от 176 милиона лева.